# آتشکده علیا
آتشکده علیا روستایی در دهستان میغان بخش مرکزی شهرستان نهبندان استان خراسان جنوبی ایران است. بر پایه سرشماری عمومی نفوس و مسکن در سال ۱۳۹۰ جمعیت این روستا ۸۴ نفر (در ۲۵ خانوار) بوده‌است.